# 財界二世学院

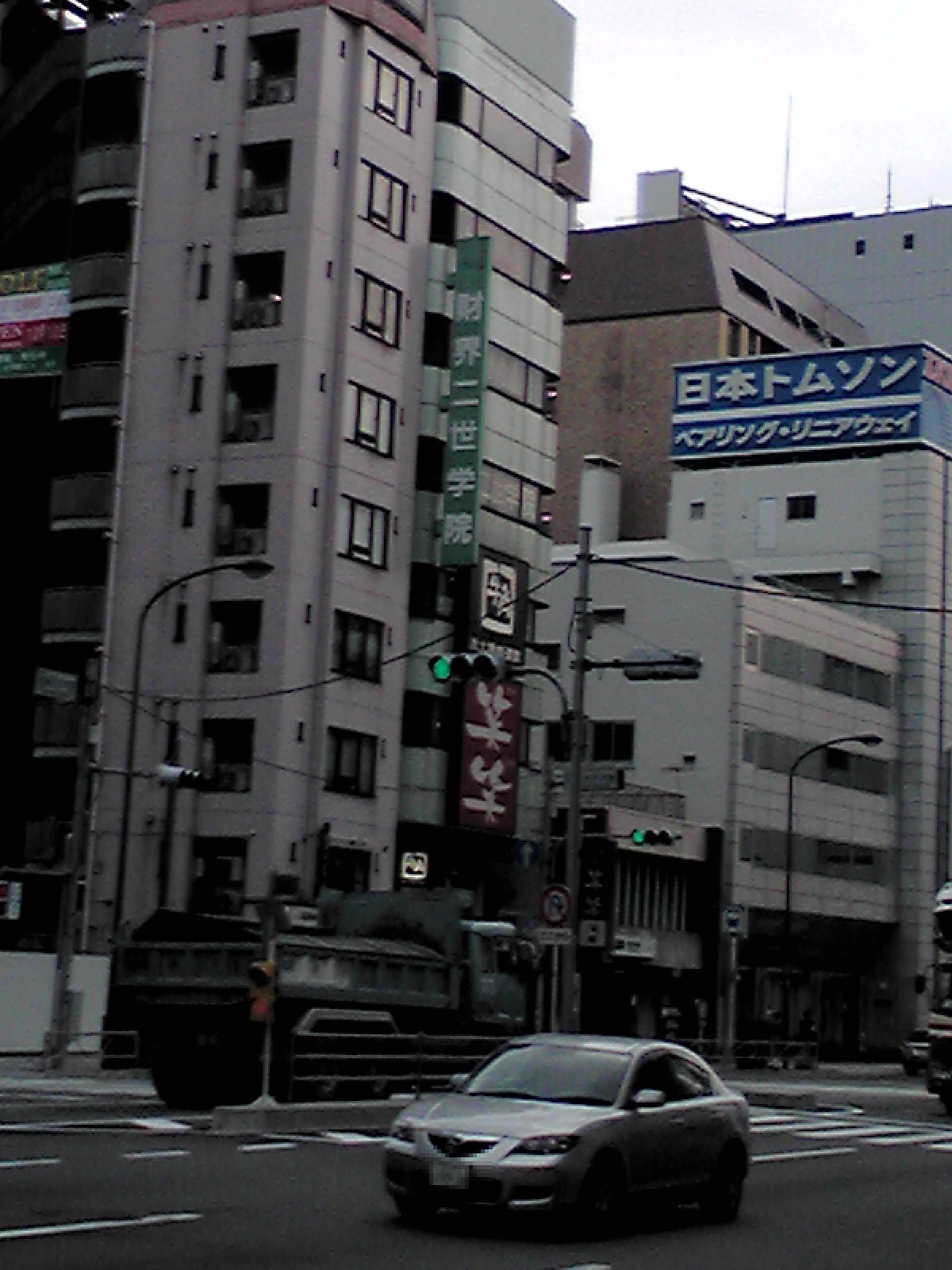
財界二世学院

財界二世学院（ざいかいにせいがくいん）は、かつて東京都港区高輪に存在した財団法人。同名の各種学校を設置し、企業の経営者が後継者となる息子へのバトンタッチという企業そのものの発展の鍵となる分野の教育を行うことを目的としていた。
1989年4月に創立され、理事長兼学院長は当時不動産会社社長を務めていた小野寺紘毅。学部は企業継承学部・国際経営学部・国際文化交流学部を置いた。企業継承学部は入学金100万円を含め、入学時に1000万円を前納する必要があり、その額の高さが当時話題になったという。にもかかわらず経営は不振で、その影響もあり1992年には小野寺が経営する会社が倒産した。学院は株式会社国際教育事業団の運営する私塾としてその後も存続していたが、現在学校としての実態はない。ビルの大部分は現在別のテナントに賃貸しされているが、看板や窓に描かれた「財界二世学院」の文字が道行く人の目を惹いている。
泉岳寺の赤穂義士祭では財界二世学院主催義士行列が見られる。もともと衣料問屋の株式会社日本綿毛（現・株式会社ジャコワ）の社員らが行っていたものを、理事長が小野寺十内の子孫であることから1991年以降継承したもの。